# Rossens (Fribourg)
Rossens is een plaats en voormalige gemeente in het Zwitserse kanton Fribourg en maakt deel uit van het district Saane/Sarine.
Rossens telt 1215 inwoners. In 2016 is de gemeente gefuseerd naar de fusiegemeente Gibloux.

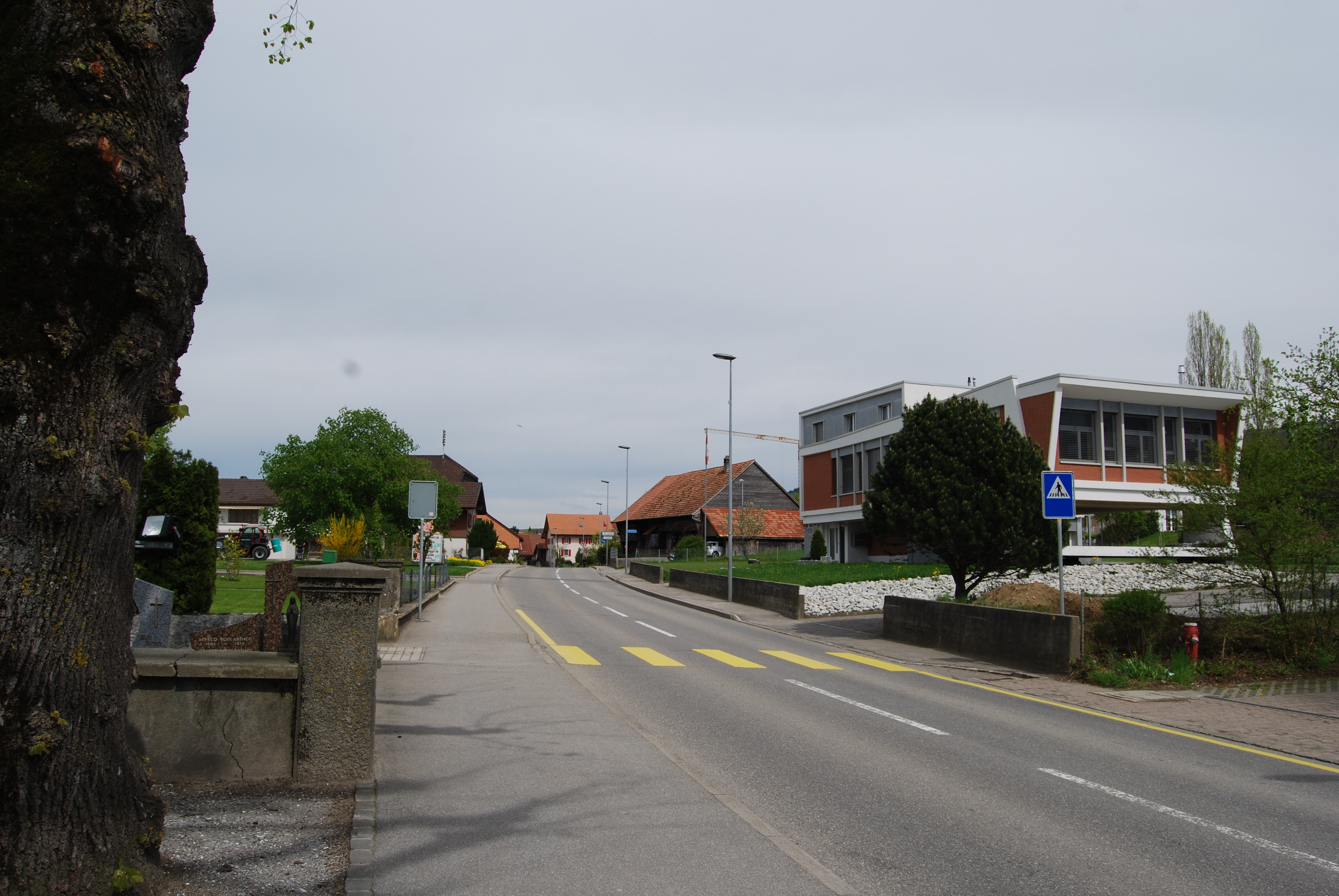
Rossens